# Municipio de Wheaton (Dakota del Norte)
El municipio de Wheaton (en inglés: Wheaton Township) es un municipio ubicado en el condado de Bottineau en el estado estadounidense de Dakota del Norte. En el año 2010 tenía una población de 56 habitantes y una densidad poblacional de 0,5 personas por km².

## Geografía
El municipio de Wheaton se encuentra ubicado en las coordenadas 48°56′39″N 101°25′14″O / 48.94417, -101.42056. Según la Oficina del Censo de los Estados Unidos, el municipio tiene una superficie total de 113 km², de la cual 112,32 km² corresponden a tierra firme y (0,61 %) 0,68 km² es agua.

## Demografía
Según el censo de 2010, había 56 personas residiendo en el municipio de Wheaton. La densidad de población era de 0,5 hab./km². De los 56 habitantes, el municipio de Wheaton estaba compuesto por el 100 % blancos. Del total de la población el 1,79 % eran hispanos o latinos de cualquier raza.